# Asthenolabus major
Asthenolabus major är en stekelart som beskrevs av Heinrich 1974. Asthenolabus major ingår i släktet Asthenolabus och familjen brokparasitsteklar. Inga underarter finns listade.